# Torkel Stiernlöf
Bo Torkel Stiernlöf, född 14 maj 1964 i Råsunda församling i Stockholms län, är en svensk diplomat.

## Biografi
Stiernlöf har en fil.kand. i statsvetenskap med specialfokus på Mellanöstern från Lunds universitet och är reservofficer (löjtnant) i svenska flygvapnet. Han har tjänstgjort inom Utrikesdepartementet (UD) sedan 1988. Stiernlöf har tjänstgjort vid ambassaderna i Kairo och Bagdad samt vid FN-delegationen i New York 1997–1998. Han var särskild rådgivare för Hans Blix i UNMOVIC (Irakinspektionen) 2002–2003. Stiernlöf har tjänstgjort vid  UD:s enhet för globalt samarbete och var biträdande chef vid Mellanöstern- och Nordafrikaenheten fram till 2008. Han var generalkonsul i Istanbul 2008-2013 och tjänstgjorde därefter som senior politisk rådgivare och ställföreträdande chef utsänd av Folke Bernadotteakademin till Mazar-e Sharif i Afghanistan 2013-2014. Den 14 augusti 2014 fram tills augusti 2017 tjänstgjorde Stiernlöf som ambassadör i Pyongyang. Han var ambassadör i Kabul från september 2020 fram till att ambassaden vid talibanernas maktövertagande stängdes under efterföljande år.